# Rey de Reyes (2011)
Rey de Reyes 2011 se llevó a cabo el viernes 18 de marzo del 2011 en la Plaza de Toros Monumental de Aguascalientes, Aguascalientes fue el primer evento que se realizó en el 2011, producido por la AAA. Esta es la decimoquinta edición de Rey de Reyes AAA.

## Luchas pactadas
- Gran Apache, Mari Apache, Octagoncito & Pimpinela Escarlata derrotaron a El Hijo del Tirantes, Mini Histeria, Sexy Star & Yuriko.
  - El Apache cubrió a Tirantes después de un "Double underhook facebuster"
- Los Bizarros (Billy el Malo, Cibernético, Escoria & Nygma) (con Taboo) derrotaron a Jack Evans, Joe Lider, La Parka & Nicho en Millonario.
  - Cibernético cubrió a La Parka después de golpearlo con un boxer.
  - Después del combate, Los Bizarros quitan la máscara a La Parka y le ponen la máscara Bizarra.
- Los Perros del Mal (Damián 666, Halloween, El Hijo del Perro Aguayo & Super Crazy) derrotaron a Dr. Wagner, Jr. & a los Psycho Circus (Monster Clown, Murder Clown y Psycho Clown).
  - Aguayo cubrió a Wagner después de una "Lanza Zacatecana" desde la tercera cuerda contra una silla.
- El Zorro (con Jennifer Blake) derrotaron a Charly Manson (con Billy el Malo) reteniendo el Megacampeonato Unificado de Peso Completo de la AAA
  - El Zorro cubrió a Manson después de un "Facebuster"
- Heavy Metal derrotó a Electroshock en una Two Out-of-Three Cabellera vs. Cabellera match.
  - Electroshock cubrió a Heavy Metal
  - Heavy Metal cubrió a Electroshock
  - Heavy Metal cubrió a Electroshock
  - Como consecuencia, Electroshock perdió su cabellera
- Extreme Tiger derrotó a Mesías, L.A. Park y Carlito Caribbean Cool, ganando el Torneo Rey de Reyes 2011
  - Mesías y L.A. Park fueron descalificados por doble cuenta de fuera.
  - Tiger cubrió a Carlito después de una "Sabretooth Splash".

- Datos: Q5638519